# Зірочки сумнівні
Зірочки сумнівні (Gagea dubia) — вид рослин із родини лілієвих (Liliaceae), що зростає в Марокко, на півдні Європи, в Західній Азії.

## Біоморфологічний опис
Багаторічна трава, 8–15 см заввишки. Цибулина зазвичай оточена потовщеними корінням, нова цибулина формується поряд зі старою. Прикореневих листків 2, лінійні, 6–16 × 0.2–0.4 см, перевищують суцвіття, плоскі, голі або волохаті. Стеблові листки супротивні або супротилежні, лінійно-ланцетні, шириною 5–8 мм. Суцвіття зонтикове, 4–12 см, голе або запушене. Квітконіжки і листочки оцвітини по спинці запушені. Листочки оцвітини 12–13 × 3–4 мм завдовжки, жовті. Коробочка яйцеподібна. Період цвітіння: лютий — травень.

## Середовище проживання
Зростає в Марокко, на півдні Європи (Іспанія, Сардинія, Сицилія, Крим, Греція), в Західній Азії (Туреччина, Ліван, Сирія, пн.-зх. Іран).
Населяє степ, вапнякові скелі, скелясті схили, чагарники та відкриті ліси.
В Україні вид зростає на сухих трав'янистих схилах, приморських пісках — у пд. ч. Степу і Криму.